# Pourouma guianensis
Pour les articles homonymes, voir Bois-canon.
Espèce
Statut de conservation UICN

 LC  : Préoccupation mineure
Classification APG III (2009)
Synonymes
- Pourouma scabra Rusby
- Pourouma subtriloba Rusby[2]

Pourouma guianensis est une espèce de plantes à fleurs de la famille des Urticaceae (anciennement des Cecropiaceae) C'est un arbre natif des régions néotropicales.
C'est l'espèce type du genre Pourouma Aubl.
En Guyane, on le connaît sous les noms de Bois-canon,  mâle bois-canon, Bois canon mâle, Pourouma, Pouroumier de la Guyane (Créole).
Au Suriname, on le nomme Bospapaja (Hollandais), Granboesipapaja (Sranan tongo), Boroma (Arawak) Yarayara, Poeroema (Carib).
On l'appelle Thæthæ dau (Piaroa), Chaparro de agua, Majanajana, Yagrumo sunsun (Espagnol) au Venezuela, Caimaron en Colombie, Ambaibillo, Buruma, Uva-de-monte ailleurs dans le monde hispanophone, Amapatí, Embaúba-torém, Embaúba-da-mata, Embaubarana, Imbaúba-da-mata, Imbaubarana, Embaubarana-benguê, Itararanga, Pau-de-jacú, Tararanga-branca, Tararanga au Brésil, et Male trumpet tree en Anglais.

## Description
Pourouma guianensis est un arbre du sous-étage ou de la canopée, haut de 10 à 25(30) m.
Ses rameaux feuillés épais de 3-15 mm, sont marqués par les cicatrices des stipules, couverts d'une pubérulence blanchâtre, hirtelleuse à subtomenteuse et à poils granuleux bruns pluricellulaires, denses à clairsemés, mélangés à des poils clairsemés à denses, courts, blancs ou jaunes, appliqués.
Il porte souvent des racines échasses à la base de son tronc.
Son rhytidome est gris à noir, avec des microfissures brun clair disposées verticalement.
Le phloème est fibreux, rose clair, et l'aubier brun à jaunâtre.
Il produit un exsudat aqueux et aromatique.
Son bois a une densité de 0,33 g cm-3.
Dispositions env. 5-15 cm de long, glabre adaxial. 
Les feuilles sont simples, alternes, de morphologie très variable.
Le pétiole tomenteux, pubérulent à hirteleux à (sub)birsute, est long d'environ 4-25(-40) cm.
Le limbe est rarement entier, généralement trilobé ou trilobulé (les lobes découpés environ jusqu'à la moitié, avec l'apex aigu), à base cordiforme, longs de 20 à 30 cm pour 20 a 45 cm de large, vert, scabre sur la face supérieure, tomenteux-blanchâtre en-dessous, avec une nervation palmées.
La surface supérieure du limbe et la marge bord de la feuille sont couverts des trichomes courts, blancs, jaunes ou bruns.
Les stipules sont longs de (2-)4-15 cm, coniques, grandes, caduques, amplexicaules, opposées à la base des pétioles, de forme oblongues, à l'intérieur glabres (parfois à poils blancs clairsemés), et la face extérieure velue, blanchâtres-subséricées à -sous hirsutes et à poils bruns pluricellulaires plus ou moins denses.
Les inflorescences sont axillaires, dioïques et ramifiée.
Les inflorescences staminées (mâles) portent des poils granuleux bruns denses entremêlés de poils jaune clairsemés à denses, et un pédoncule long de (2,5)−4-(6) cm.
Les fleurs y sont solitaires ou groupées en glomérules lâches à l'extrémité des rameaux, généralement sessiles, parfois à courtement pédicellées.
Le périanthe haut de 1-1,5 mm, est en 3-4 parties ou segments libres, lancéolés, aigus, pubérulents.
Les 4 étamines, opposées aux segments, comportent des filets longs de 0,4-0,6 mm (plus courts que les tépales), et des anthères de 0,3-0,4 x 0,3-0,4 mm.
Le centre de la fleur est occupé par quelques poils. 
Les inflorescences pistillées (femelles) sont généralement distinctement ramifiées en corymbe avec un pédoncule commun 2-3 fois ramifié, des poils granuleux bruns denses entremêlés de poils clairsemés à denses, jaunes à blanchâtres, apprimés sur le pédoncule et les branches.
Le pédoncule est long de (2-)6-12 cm.
Les fleurs peu nombreuses à nombreuses (8-10-25), sont supportées par des pédicelles longs de 2-4(5) mm.
Le périanthe en tube est haut de (2)3-4 mm, scabre à pubérulent à velouté principalement sur la partie inférieure.
Le stigmate discoïde, sub-pelté, mesure 1-1,5 mm de diamètre.
Le périanthe fructifère est ovoïde, haut d'environ (12)15(16) mm, scabre à peu pubérulent ou subvelouteux, avec un pédicelle long de 4 à 8(20) mm.
Le fruit est un akène ressemblant à une drupe, car inclus dans le périanthe velouté, long de 1,5 cm qui devient charnu et brun à maturité, de forme ovoïde à elliptique, au sommet brusquement acuminé, à base obtuse-arrondie, et mesurant 10 à 15 mm de long pour 6 a 10 mm de diamètre,.
Pourouma guianensis peut être difficile à distinguer du Pourouma bicolor.
La sous-espèce guianensis est extrêmement variable, en particulier dans le bassin supérieur de l'Amazone,,.

## Répartition
On rencontre Pourouma guianensis en Colombie, au Venezuela, au Guyana, au Suriname, en Guyane, en Équateur, au Pérou, au Brésil et en Bolivie
- La sous-espèce subsp. guianensis est présente en Colombie, au Venezuela (Delta Amacuro, Bolívar, Amazonas), au Guyana, au Suriname, en Guyane, en Équateur, au Pérou, au Brésil, en Bolivie[3].
- La sous-espèce, subsp. venezuelensis (Cuatrec.) C.C. Berg & van Heusden, se trouve dans les montagnes côtières du Venezuela[7].

En Amazonie, il est présent :
- dans le nord (y compris l'Amazonie du Venezuela, la Colombie, le Guyana, le Suriname, la Guyane, et le bassin supérieur du Rio Negro au nord du Brésil),
- dans l'ouest (des pentes orientales des Andes jusqu'à la partie occidentale de l'Amazonie brésilienne, y compris l'Amazonie équatorienne, péruvienne, bolivienne et sud-colombienne, et l'État d'Acre au nord-ouest du Brésil)
- dans le centre (de la frontière ouest du Brésil au bassin du Rio Tapajós).
- dans l'est amazonien, du bassin de la rivière Rio Tapajós jusqu'à l'embouchure de l'Amazone, y compris les États brésiliens de l'Amapá, du Pará et du Maranhão.
- dans le sud-est du Brésil, y compris dans la forêt tropicale Atlantique.

## Écologie
Au Brésil, Pourouma guianensis est un arbre occasionnel du sous-bois, et des trouées forestières.
Il affectionne les várzea hautes (forêts inondées à moins de 3 m de hauteur, avec une période d'inondation moyenne de moins de 50 jours par an),
les forêts amazoniennes de terre ferme (non inondées), jusqu'à la forêt atlantique.
C'est une espèce de succession secondaire, apparaissant après le stade pionnier, et/ou dans les interstices des derniers stades de succession, parmi des arbres âgés de 20-30 à 50-60 ans.
Avec sa stature relativement basse de 15-20 m, elle occupe l'étage inférieur de la canopée dans la stratification forestière, parmi les arbres de plus de 5-15 m.
Son feuillage semi-caduque chute partiellement de façon saisonnière. La poussée de nouvelles feuilles se produit simultanément à la chute, ainsi ces arbres ne restent jamais complètement sans feuilles.
Pourouma guianensis subsp. guianensis affectionne les forêts sempervirentes de plaine ou de montagne, autour de 100–1 300 m d'altitude au Venezuela et fleurit en octobre pour fructifier en janvier, octobre, novembre) dans les forêts de terre ferme de Guyane où il est commun.
On peut le multiplier par graines.
Ses feuilles servent de nourriture au paresseux.
Ses fruits comestibles sont très appréciés de la faune.
Ses graines sont disséminées par les oiseaux et les mammifères et germent préférentiellement lorsqu'elles sont semées à la surface du sol.
Pourouma guianensis joue un rôle important dans la structuration des forêts anciennes.
Son pollen a été étudié dans le cadre de la paléoécologie Amazonienne

## Utilisation
Les fruits de Pourouma guianensis contiennent un pulpe comestible de couleur claire à maturité, que l'on peut consommer crue.
Chez les amérindiens du Guyana, les feuilles abrasives de Pourouma guianensis sont utilisées comme du papier de verre, pour polir des objets en bois comme des pagaies, les arcs. Les cendres de ses feuilles peuvent être ajoutées à la gomme de manil servant à  fixer les pointes de flèches.
Les fruits sont utilisés pour préparer une teinture. L'écorce d'un Pourouma non identifié appelé Sarasara sert d'adjuvant pour fixer la teinture de roucou chez les Kali'na,.
Le bois est utilisé pour la production de pâte de cellulose, de jouets, de cure-dents, de boîtes, de petits emballages et de charbon de bois,. 
L'arbre a des qualités ornementales qui le recommandent pour un usage paysager et les reboisements mixtes à visée de conservation.
Les Indiens Waimiri Atroari utilisent l'écorce de cette espèce contre les symptômes de la grippe.
L'huile essentielle de Pourouma guianensis a été analysée,.
Les extraits de Pourouma guianensis ont montré des activités anti-leishmaniose, larvicides, antioxydantes, antibactériennes et antifongiques.

## Protologue

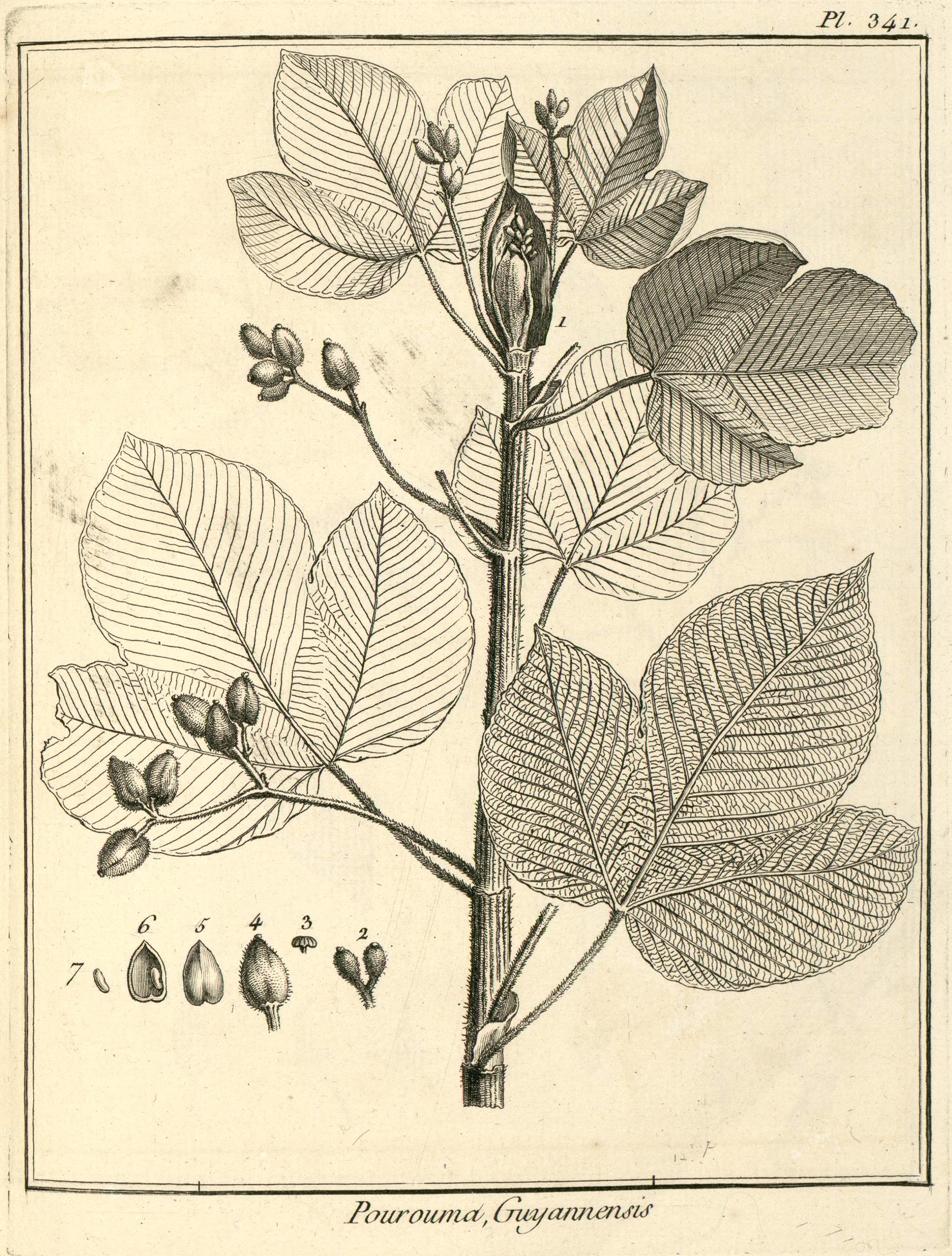
Pourouma guianensis par Aublet (1775) : Planche 341.
On a repréſenté les fleurs de grandeur naturelle, telles que je les ai obſervées. L'on a un peu groſſi le ſtigmate. - 1. Spathe. - 2. Fleurs femelles. - 3. Stigmate. - 4. Capſule. - 5. Capſule dépouillée de ſon écorce. - 6. Valve de la capſule. Semence. - 7. Semence.

En 1775, le botaniste Aublet propose le protologue suivant : 

« POUROUMA Guianenſis. (Tabula 341.)
Arbor ſexaginta-pedalis, ad ſummitatem ramoſa. Folia alterna, trilobata, ſuperne glabra, virentia, inferne tomentoſa, incana, petiolata. Stipula ad baſim petiolorum amplexicaulis, oppoſitifolia, ampla, oblonga, conica, latere interno dehiſcens, gemmam foliofam & floriferam ſimul involvens, decidua Flores corymboſi, tres flores ſimul juncti in unoquoque ramo ; pedunculi dichotomi, axillares. Fructus ; capſula tumida, exſucca, ovata, villoſa.
Florebat Novembri.
Habitat in ſylvis prope fluvium Sinémari.
Nomen Caribæum pourouma.

LE POUROUMIER de la Guiane. (Planche 341.)
Le tronc de cet arbre s'élève à environ ſoixante pieds, ſur deux pieds & plus de diamètre. Son écorce eſt de couleur cendrée, liſſe. Son bois eſt blanchâtre, peu compacte & caſſant. Il pouſſe à ſon ſommet un grand nombre de branches qui s'étendent & ſe répandent en tous ſens. Elles ſont chargées de rameaux garnis de feuilles alternes, partagées en partie en trois lobes réunis, diſtincts par leurs nervures & leurs pointes. Leur ſurface ſupérieure eſt verte & âpre au toucher ; l'inférieure eſt couverte d'un duvet blanchâtre. Les plus grandes out un pied de longueur, ſur un pied deux pouces de largeur. 
Leur pédicule à neuf pouces de longueur. Avant leur développement elles ſont renfermées dans une grande ſtipule en forme de ſpathe, qui entoure l'extrémité des rameaux. Elle tombe auſſitôt que la feuille commence à ſe développer. Elle laiſſe ſur les branches & les rameaux l’impreſſion de ſon attache. 
Les fleurs naiſſent à l'extrémité des rameaux à l'aiſſelle d'une feuille, enveloppées enſemble dans la même ſpathe. Elles ſont portées ſur un long pédoncule qui ſe partage à ſon extrémité en deux ou trois branches, ſur leſquelles ſont placées trois ou quatre fleurs femelles. Je n'ai pas pu obſerver de fleurs mâles, quelque ſoin que je me ſois donné pour les découvrir ; j'ignore ſi elles ſe trouvent ſur d'autres individus. 
La fleur femelle eſt ſans calice, ſans pétale ; c'eſt une petite veſſie velue, couronnée par un stigmate crénelé. Cette veſſie groſſie, devient une capsule ſèche, velue, qui s'ouvre en deux valves, ou l'on trouvé ſur un de ſes côtes, vers le bas, une semence oblongue que je n'ai point vue en maturité. 
On a repréſenté les fleurs de grandeur naturelle, telles que je les ai obſervées. L'on a un peu groſſi le ſtigmate. 
Cet arbre eſt nommé POUROUMA par les Galibis. Il croît ſur les bords de la rivière de Sinémari, à quarante ou cinquante lieues de ſon embouchure. 
II étoit en fleur dans le mois de Novembre. 
Cet arbre ſe trouve également au Pérou. M. Joſeph de Juſſieu en a apporté dans ſon herbier un beau rameau. »

— Fusée-Aublet, 1775.

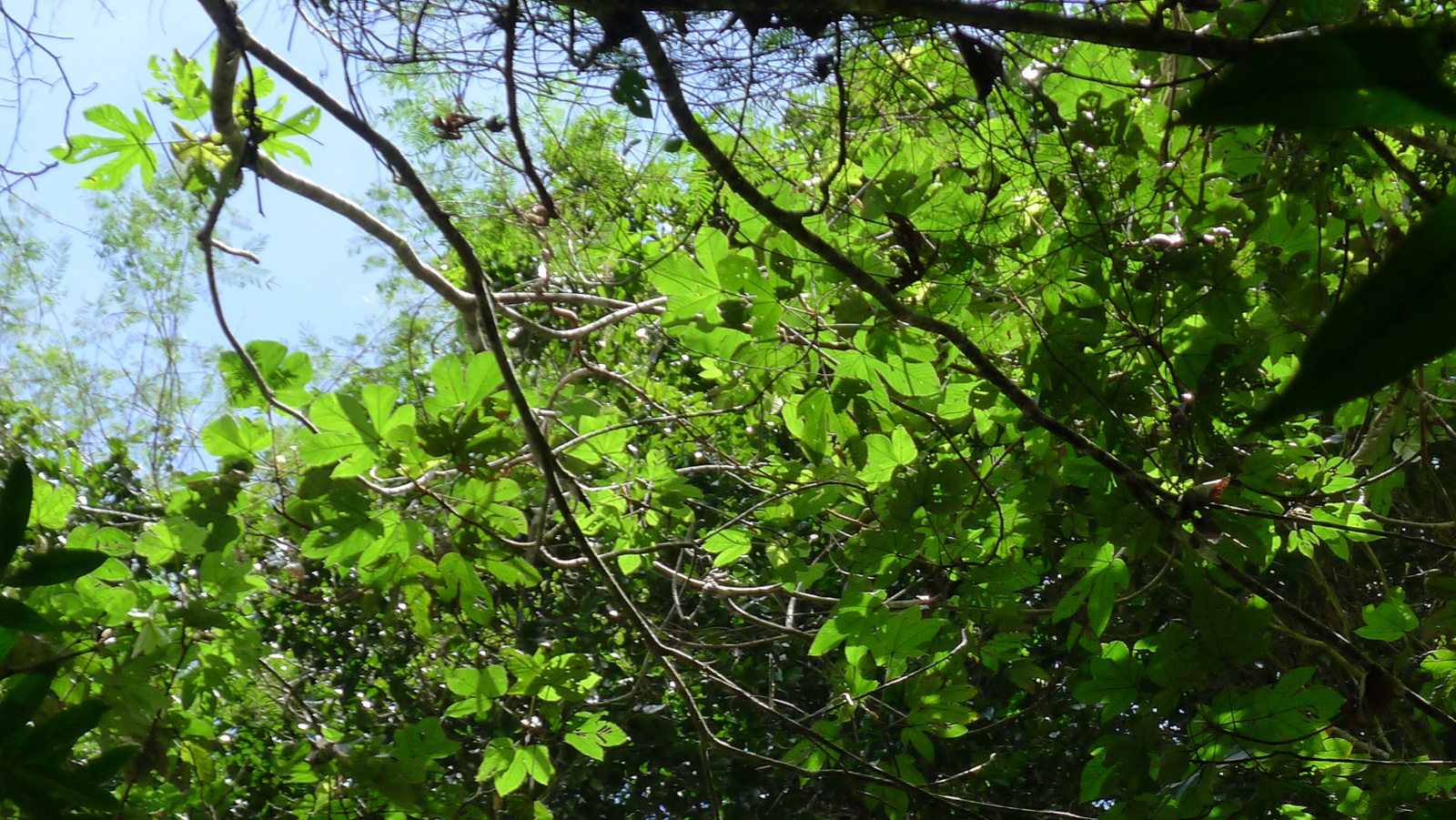
Houppier de Pourouma guianensis dans l'Etat de Bahia (Brésil)
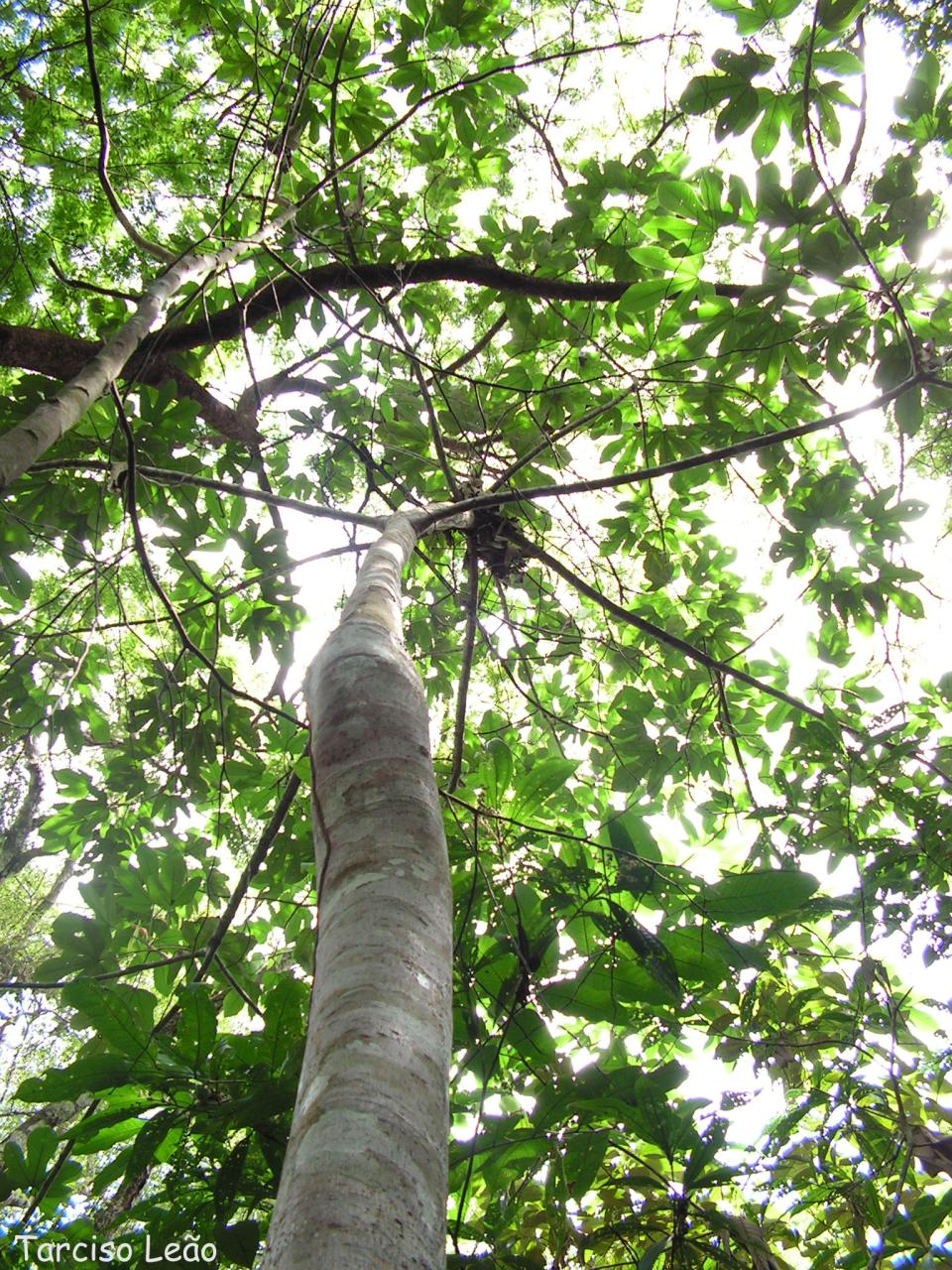
Houppier de Pourouma guianensis (Embaúba-da-mata) dans la région de Recife (Brésil)
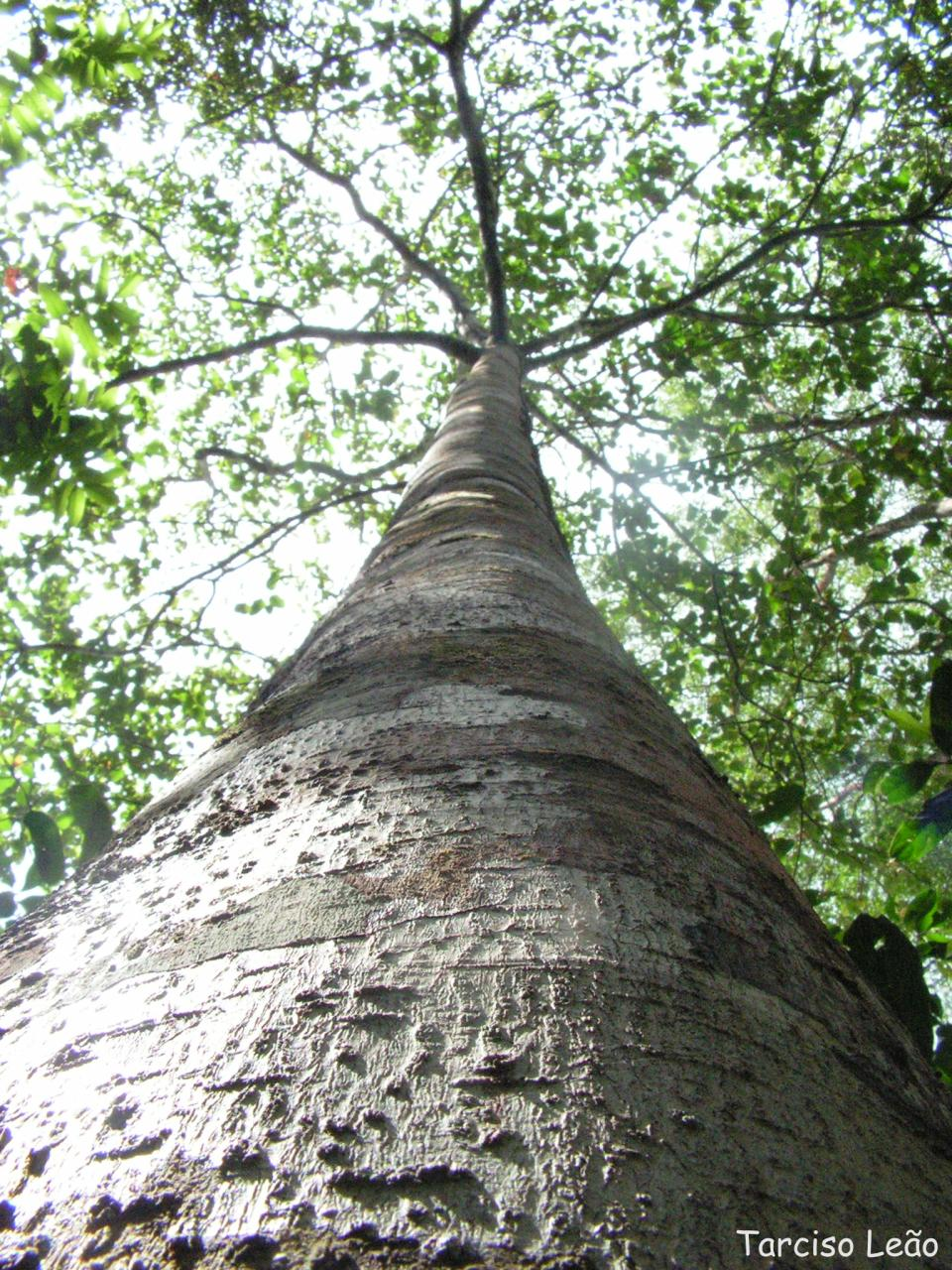
Tronc et houppier de Pourouma guianensis
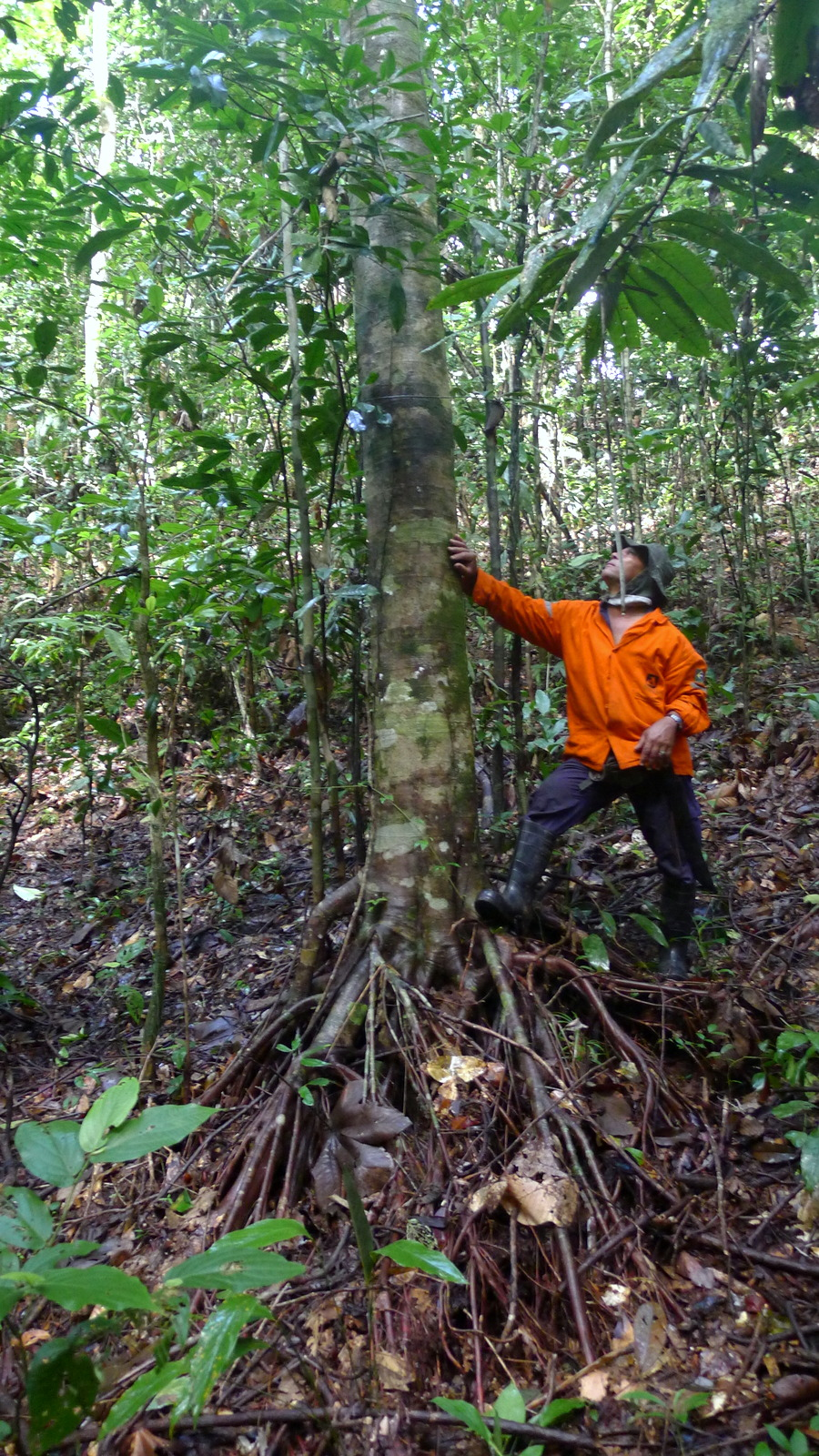
Base du tronc de Pourouma guianensis
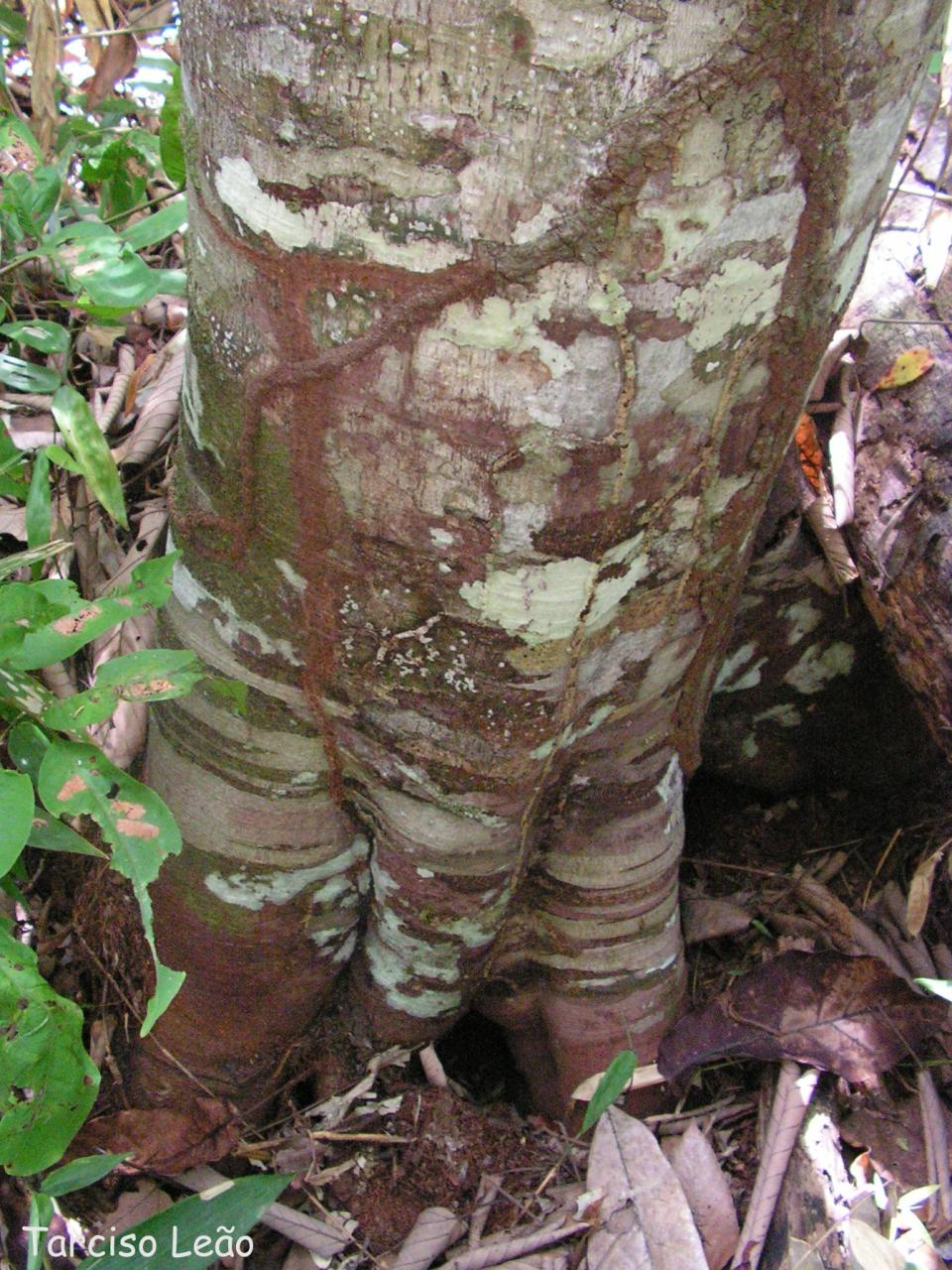
Base du tronc de Pourouma guianensis
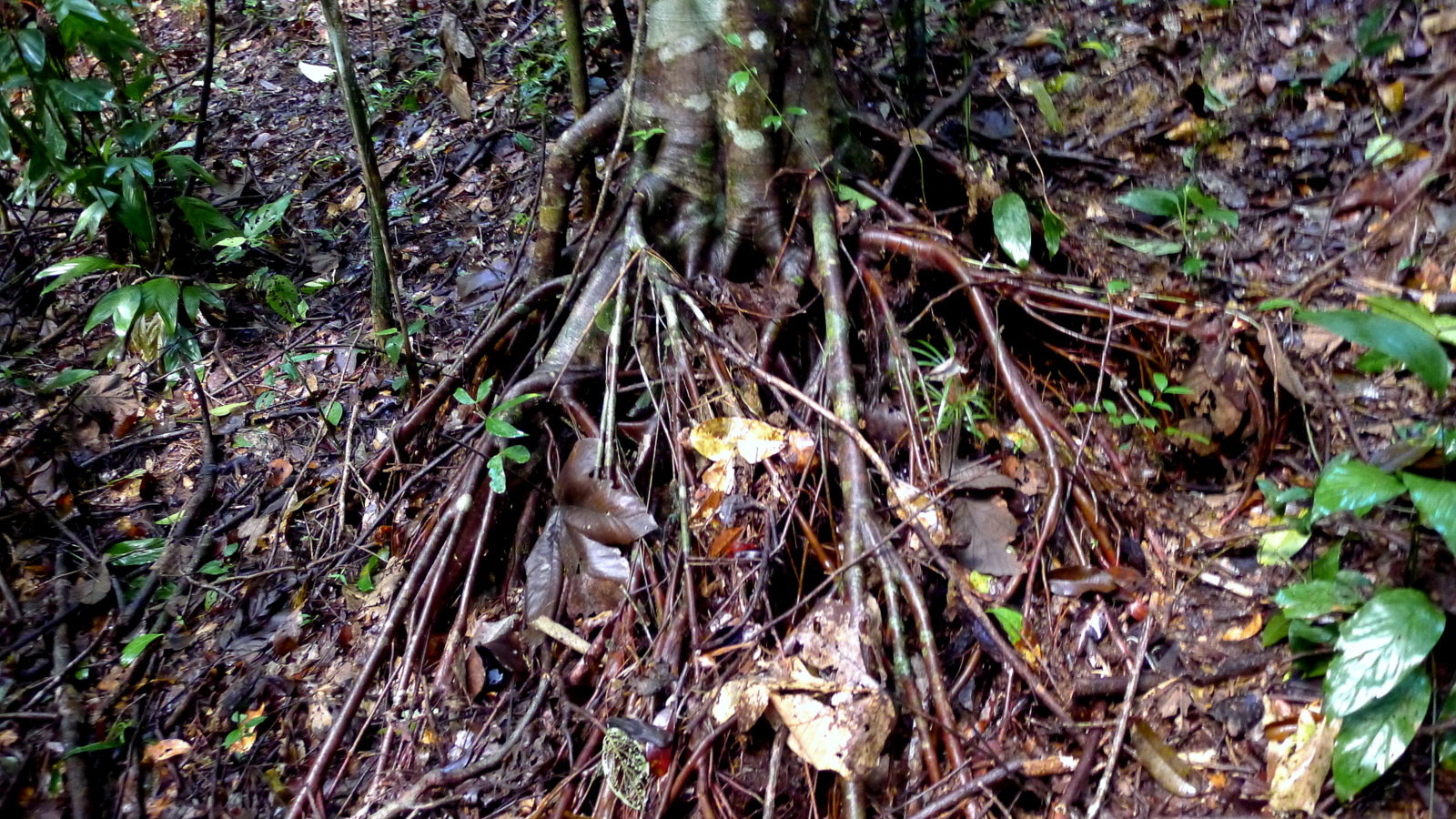
Racines-échasses de Pourouma guianensis
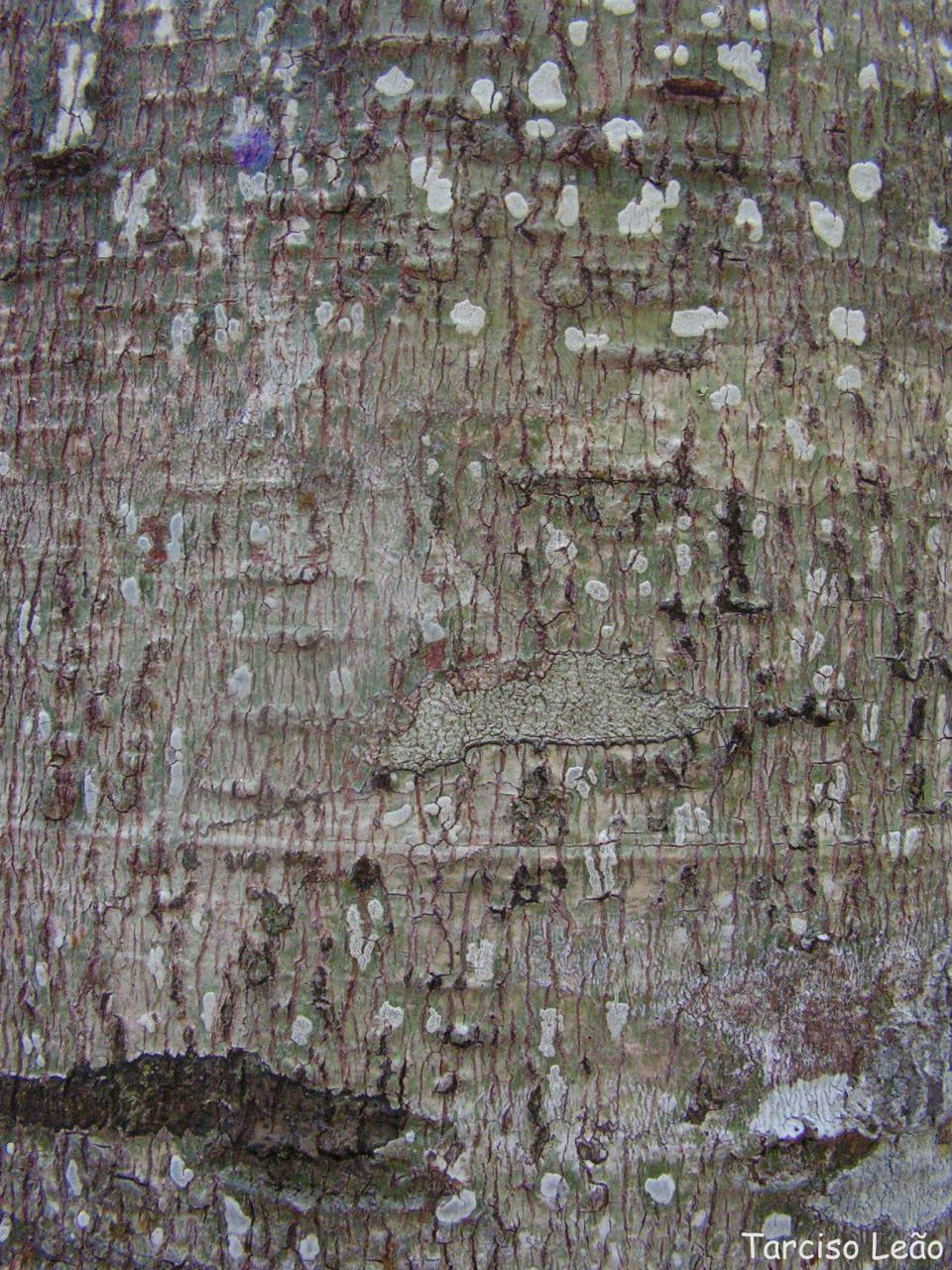
Ecorce de Pourouma guianensis
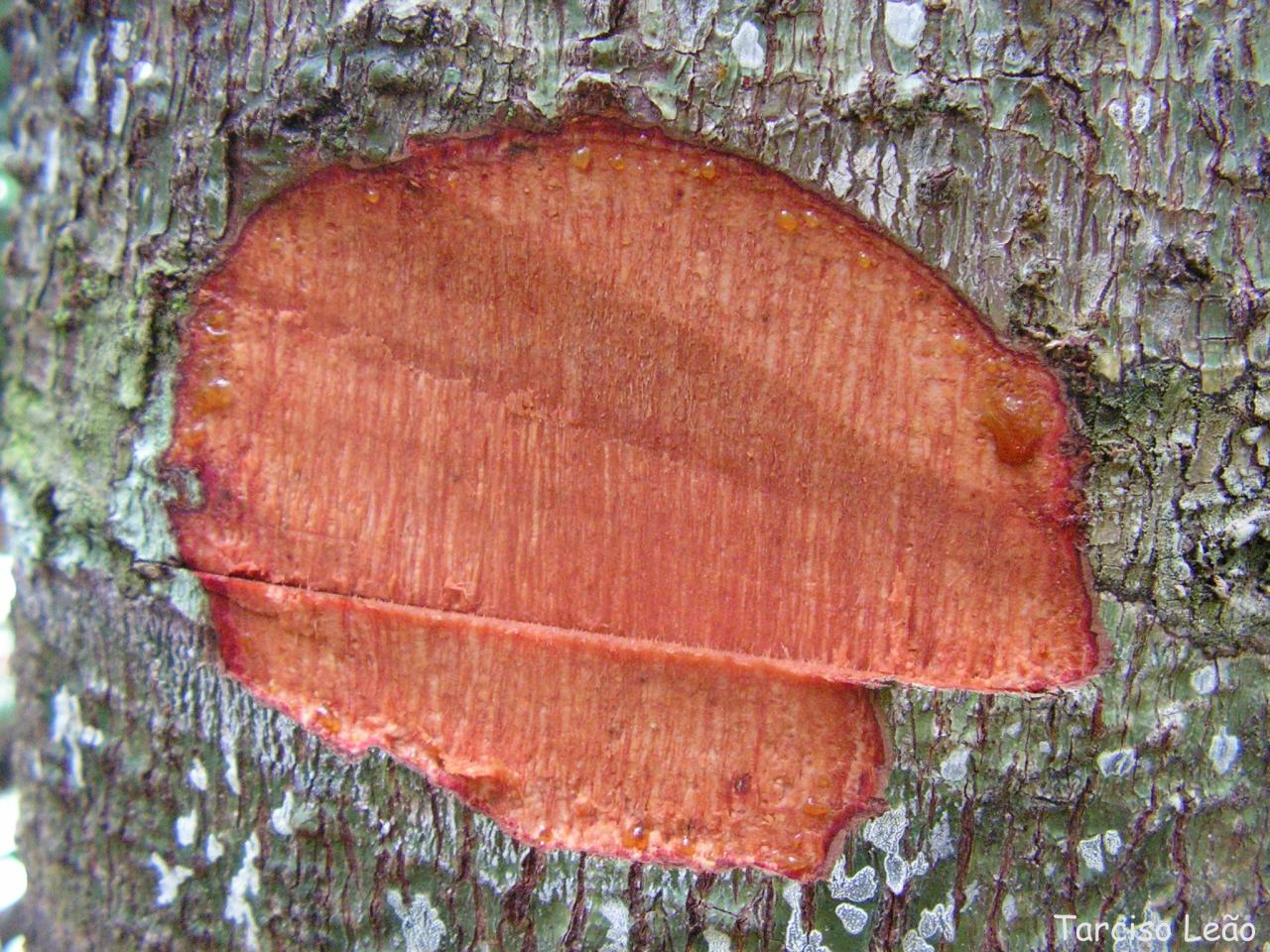
Flachis de Pourouma guianensis
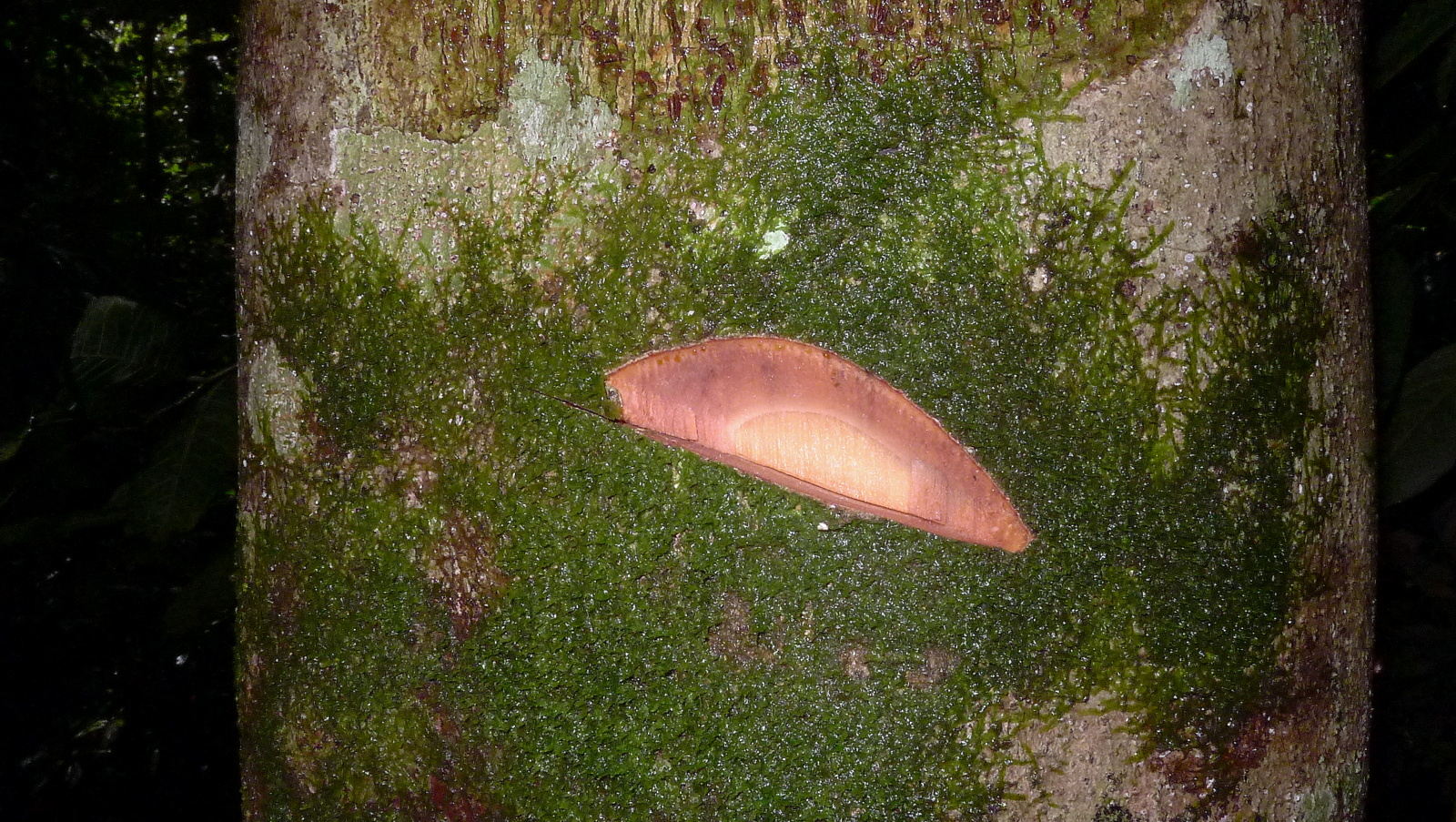
Flachis de Pourouma guianensis
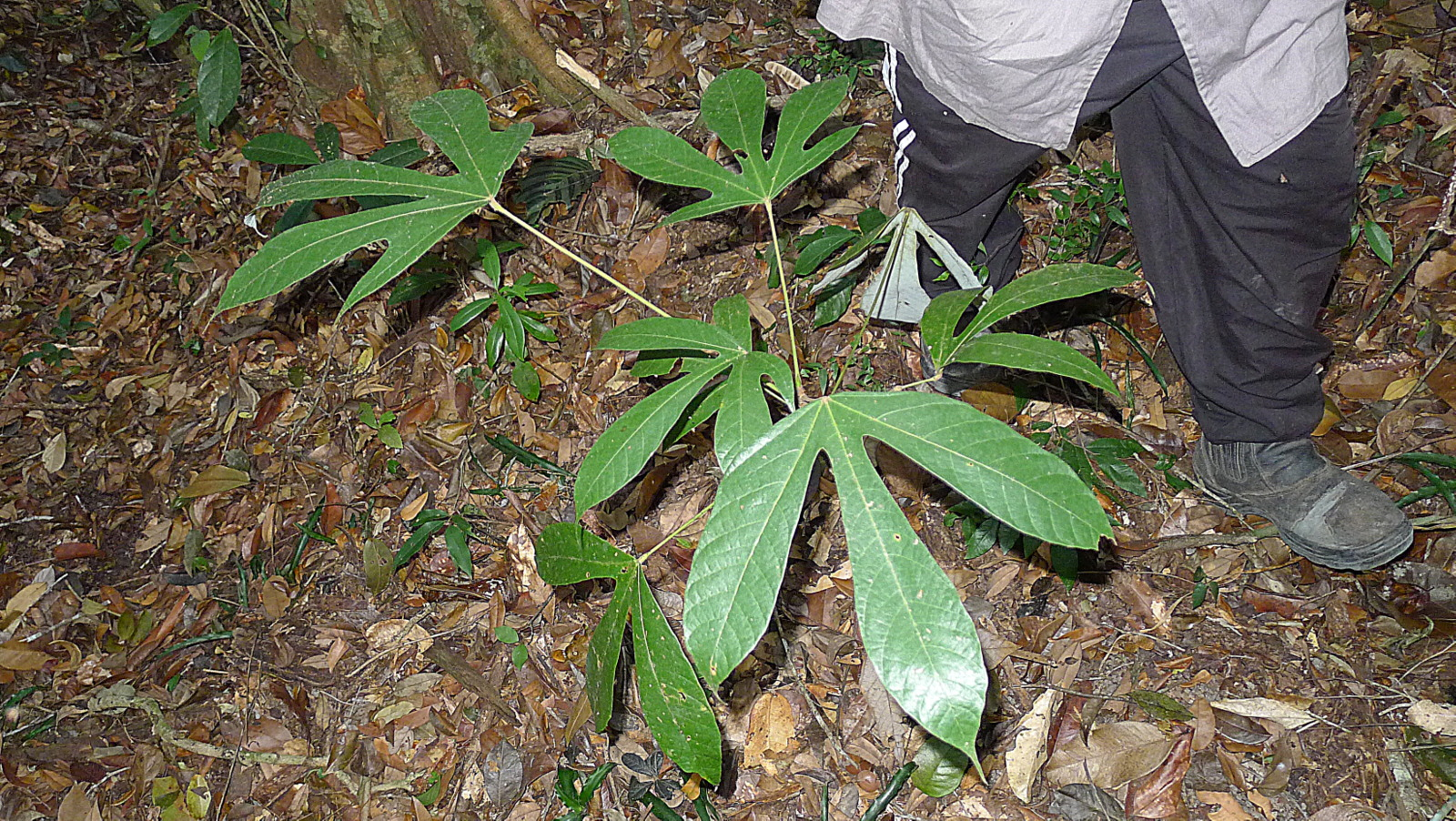
Plantule de Pourouma guianensis
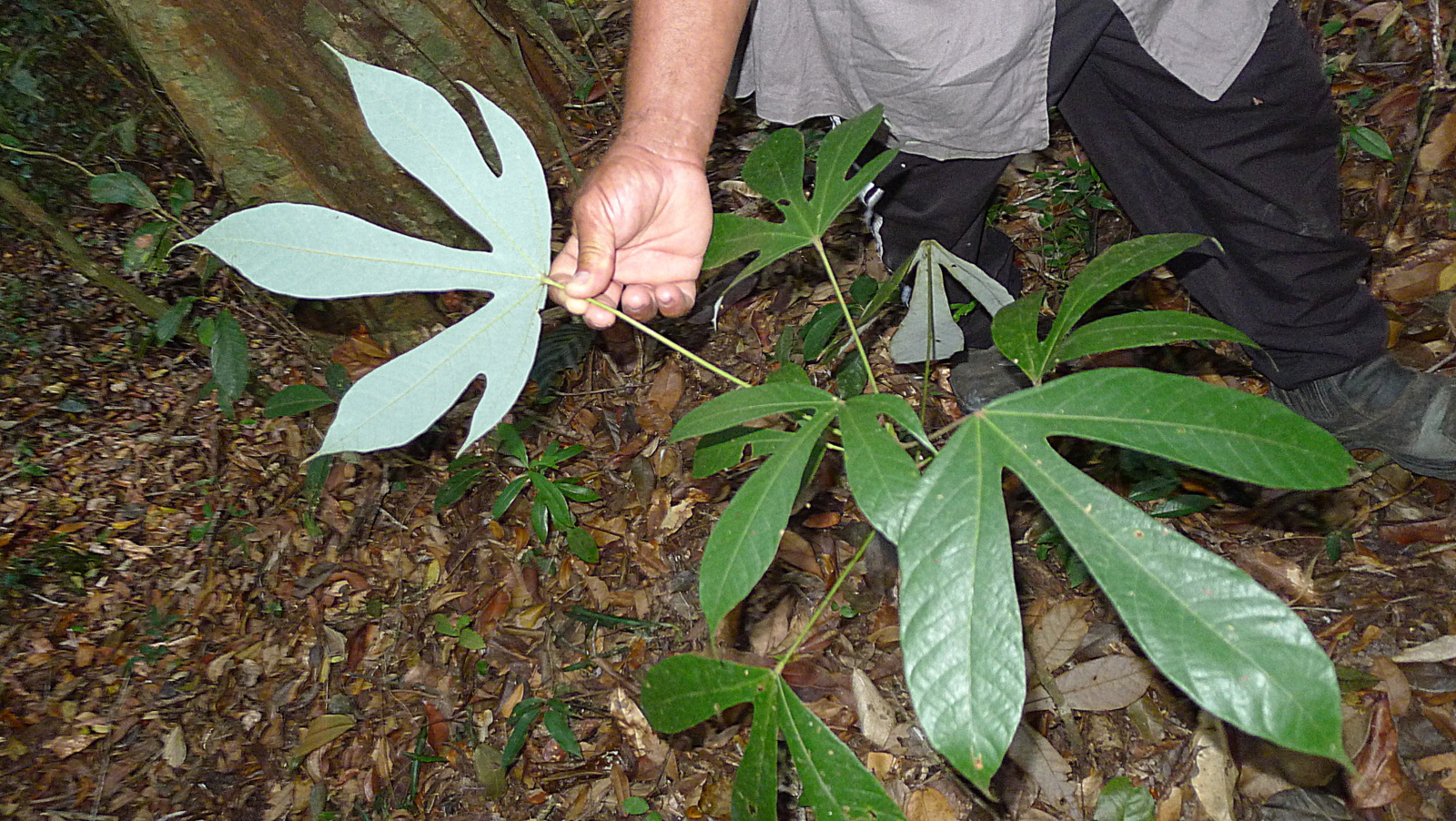
Plantule de Pourouma guianensis (face inférieure de feuille)
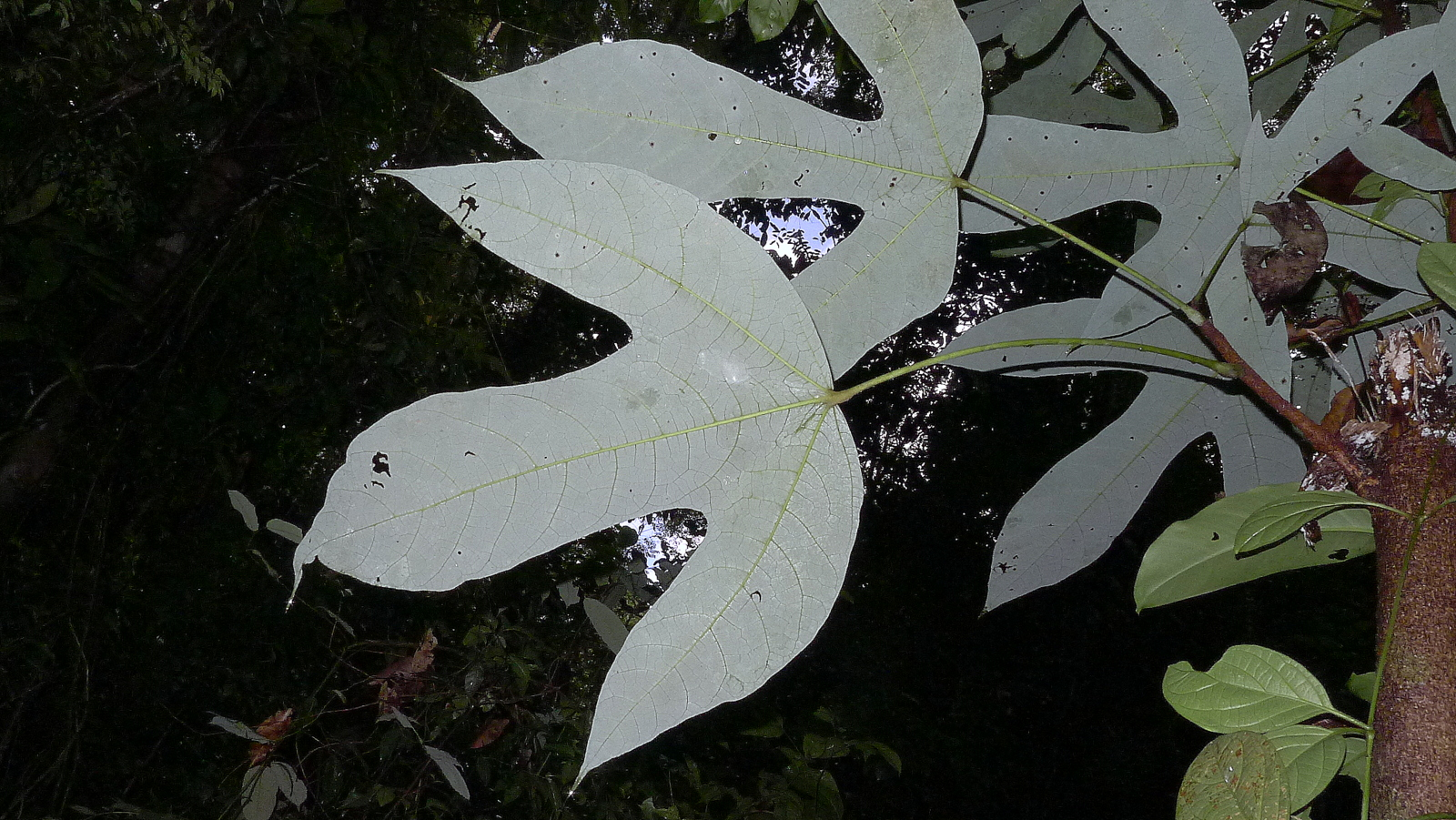
Face inférieure des feuilles de Pourouma guianensis
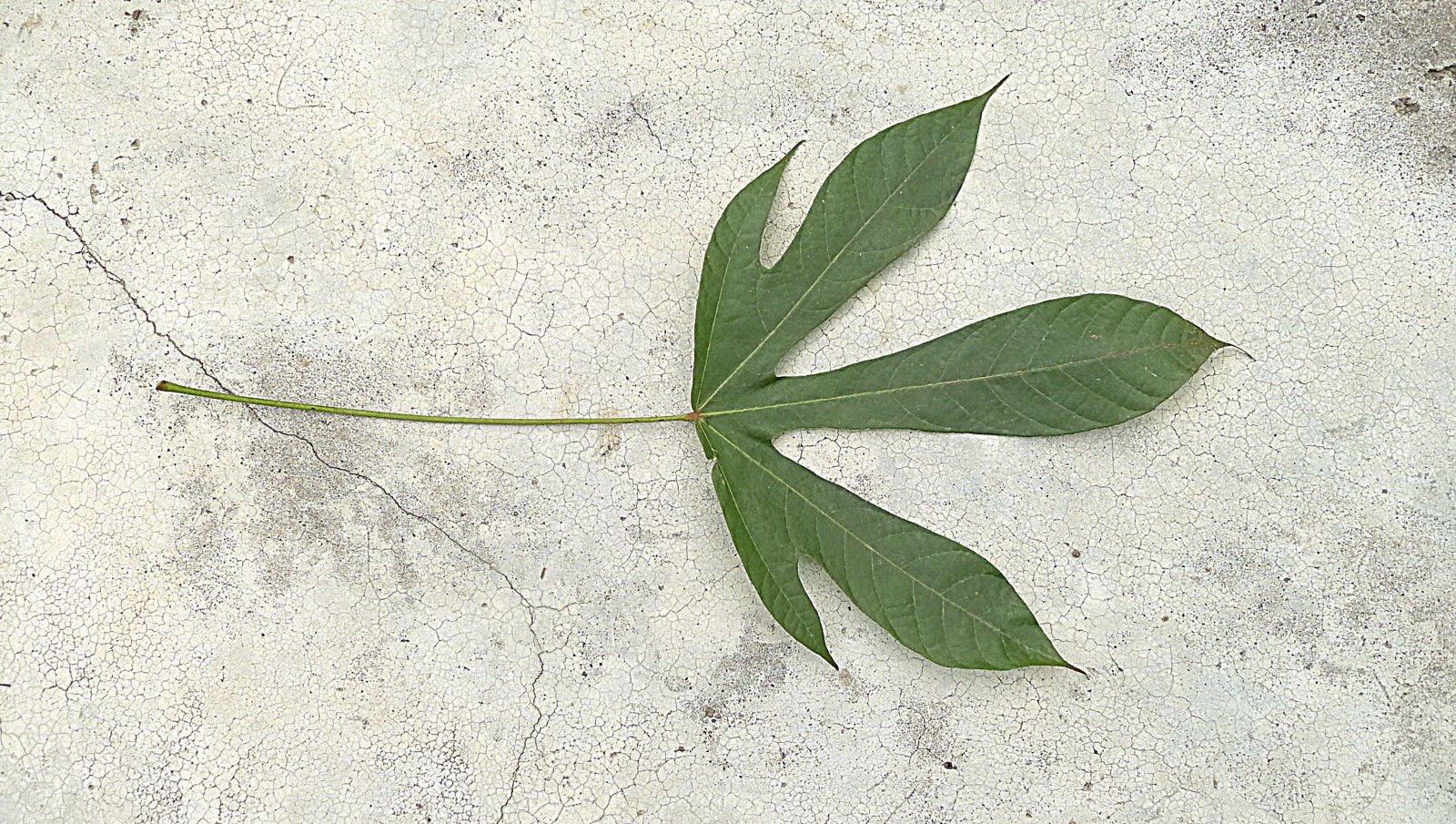
Face supérieure de feuille de Pourouma guianensis
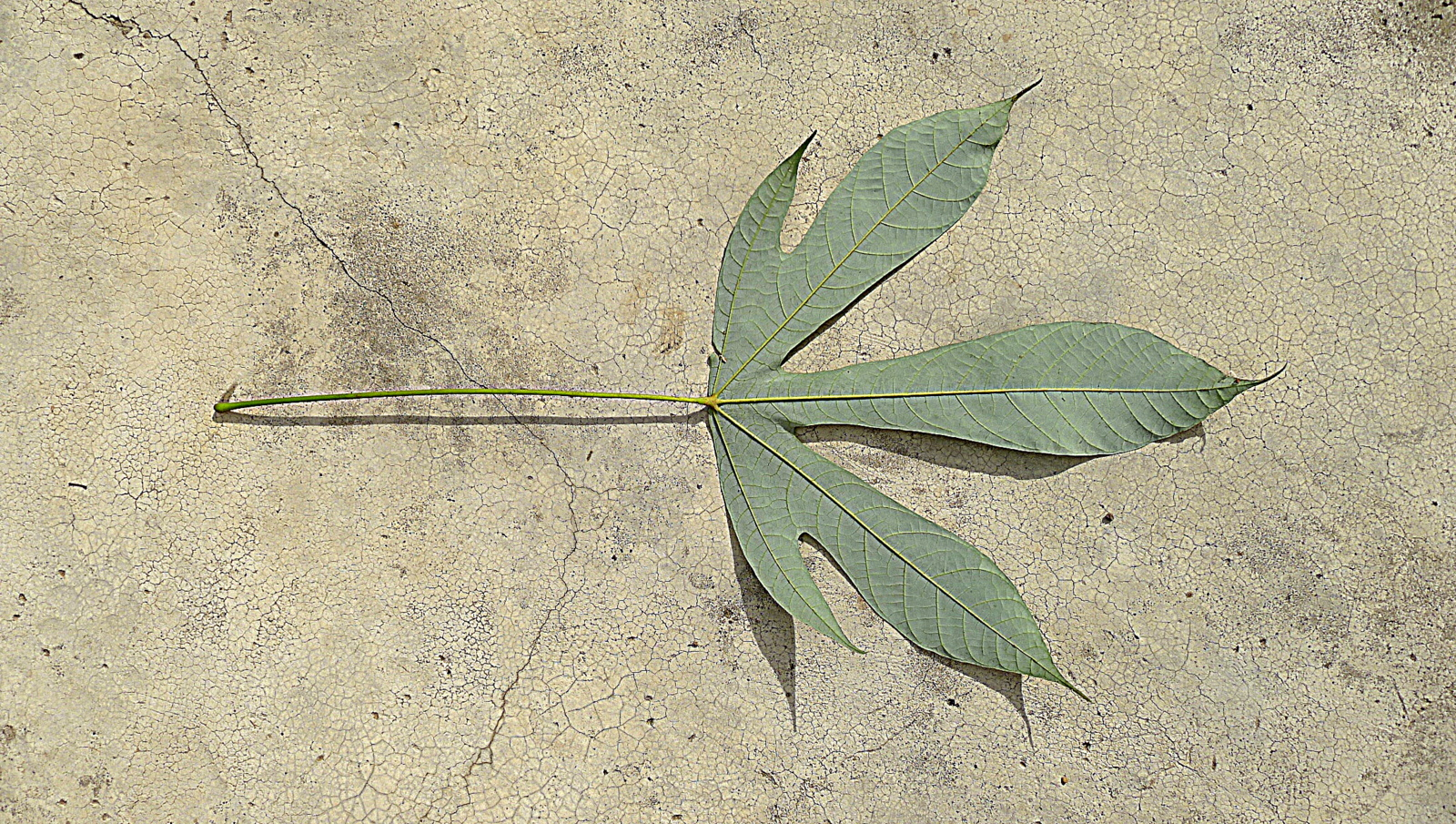
Face inférieure de feuille de Pourouma guianensis
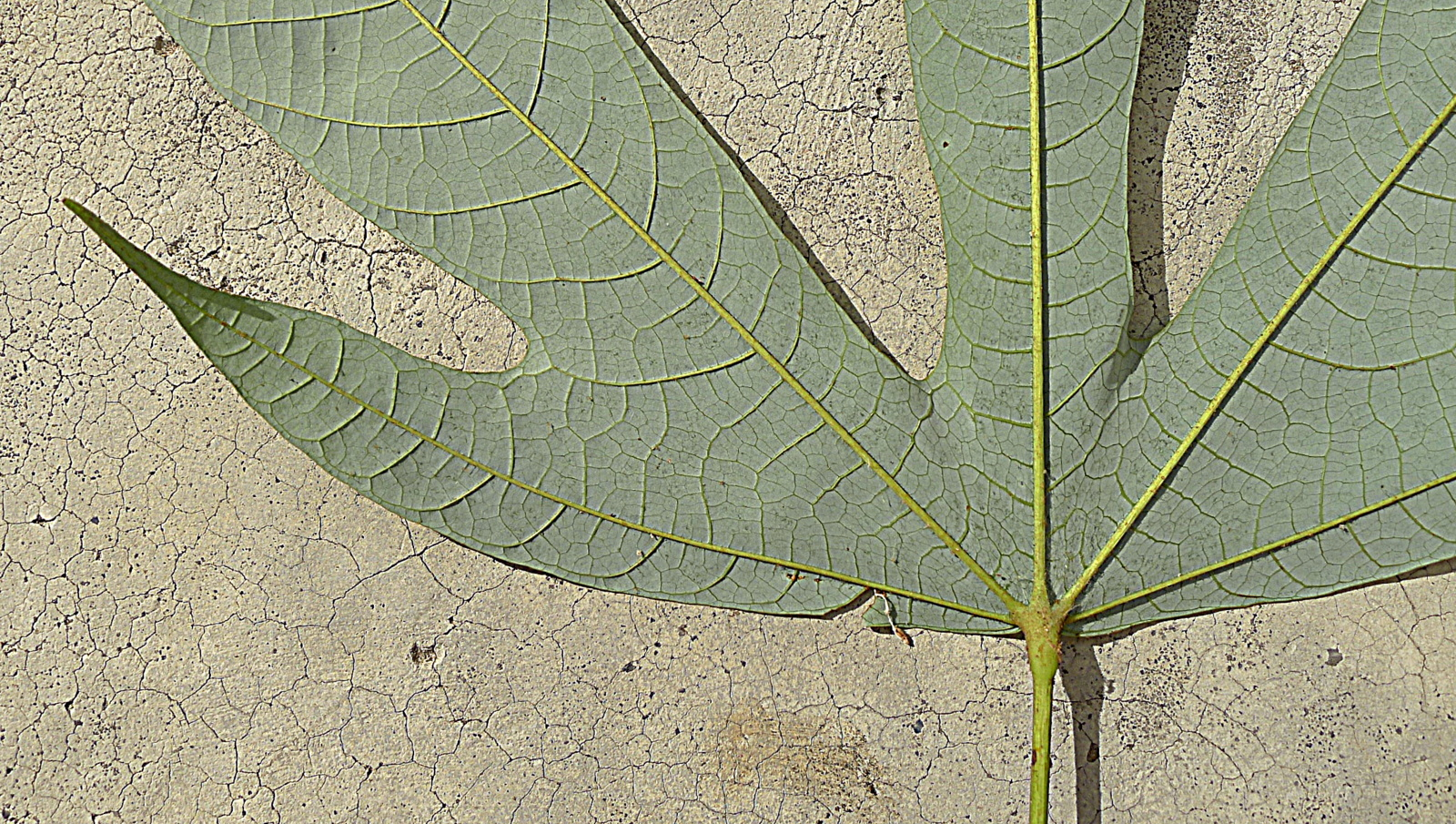
Face inférieure de feuille de Pourouma guianensis (détail)
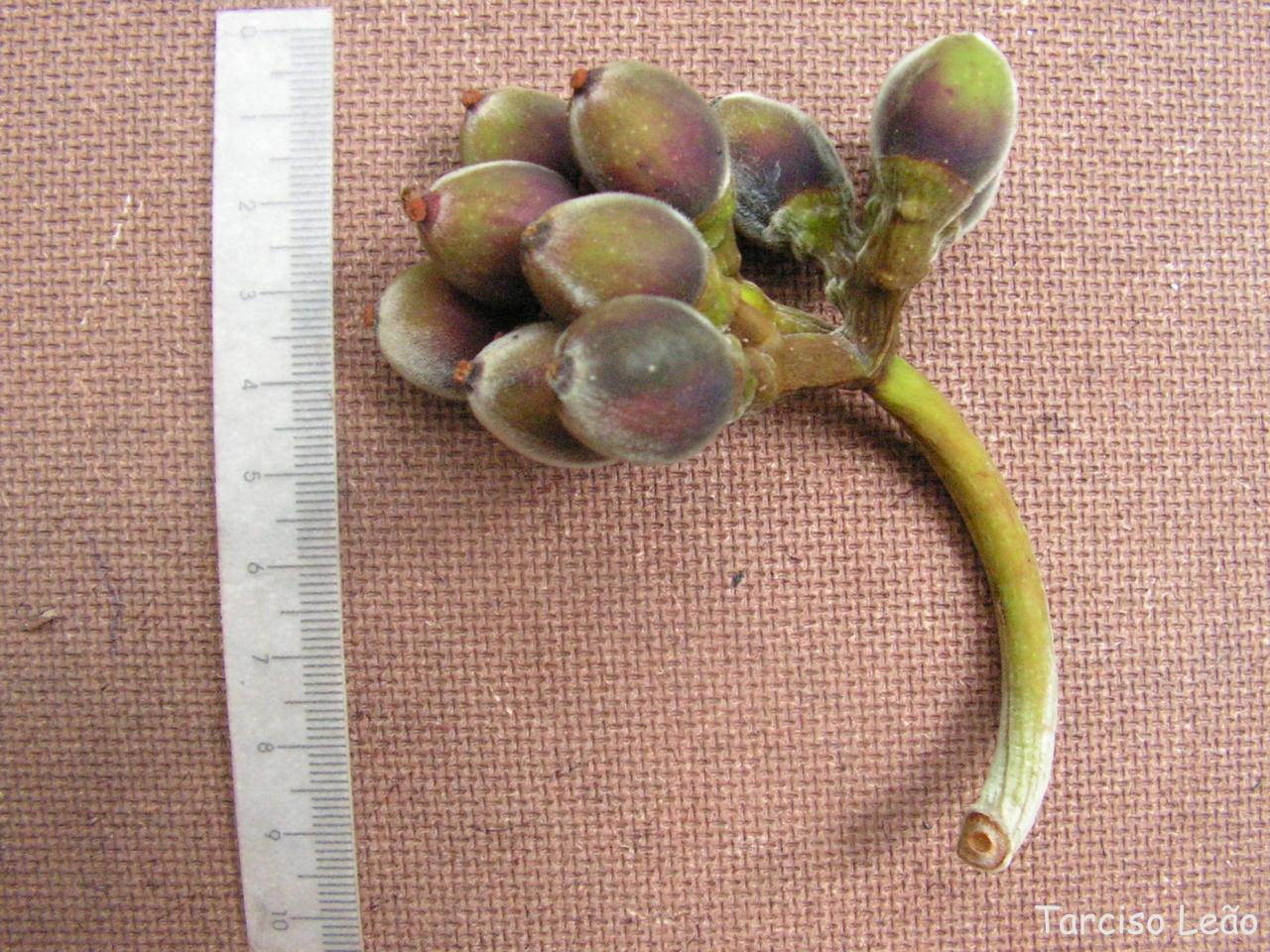
Infrutescence de Pourouma guianensis
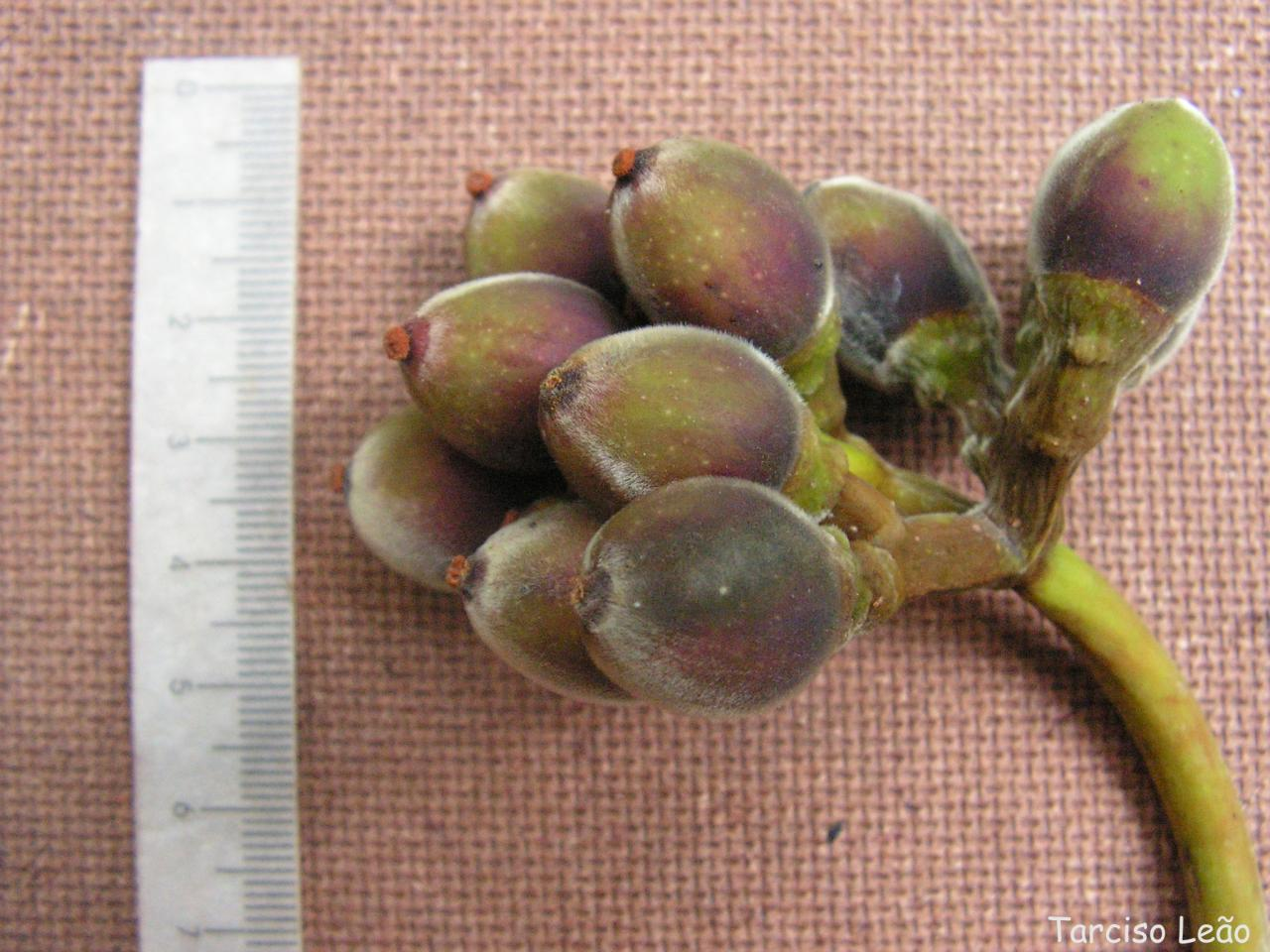
Infrutescence de Pourouma guianensis
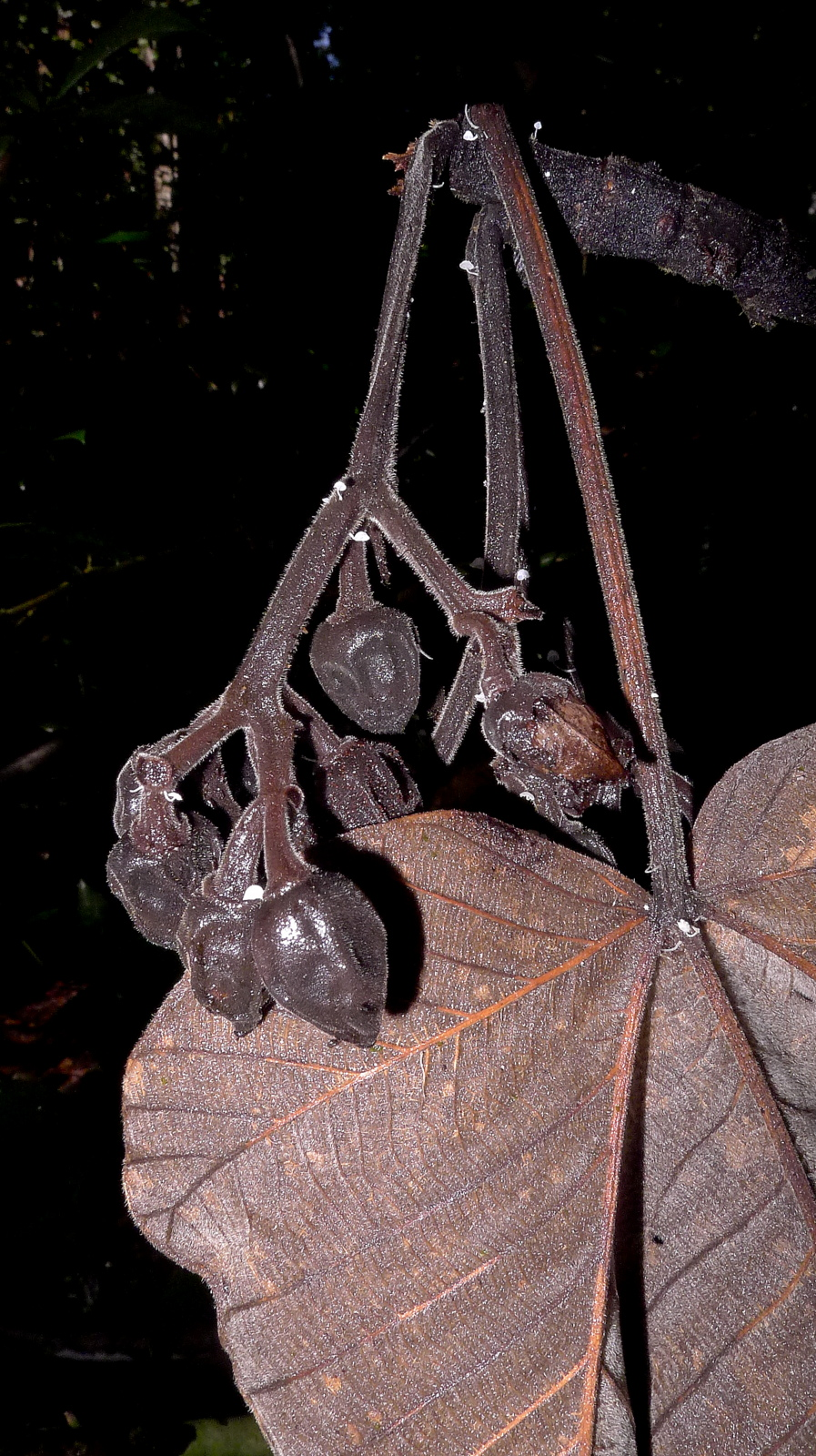
Infrutescence passée de Pourouma guianensis
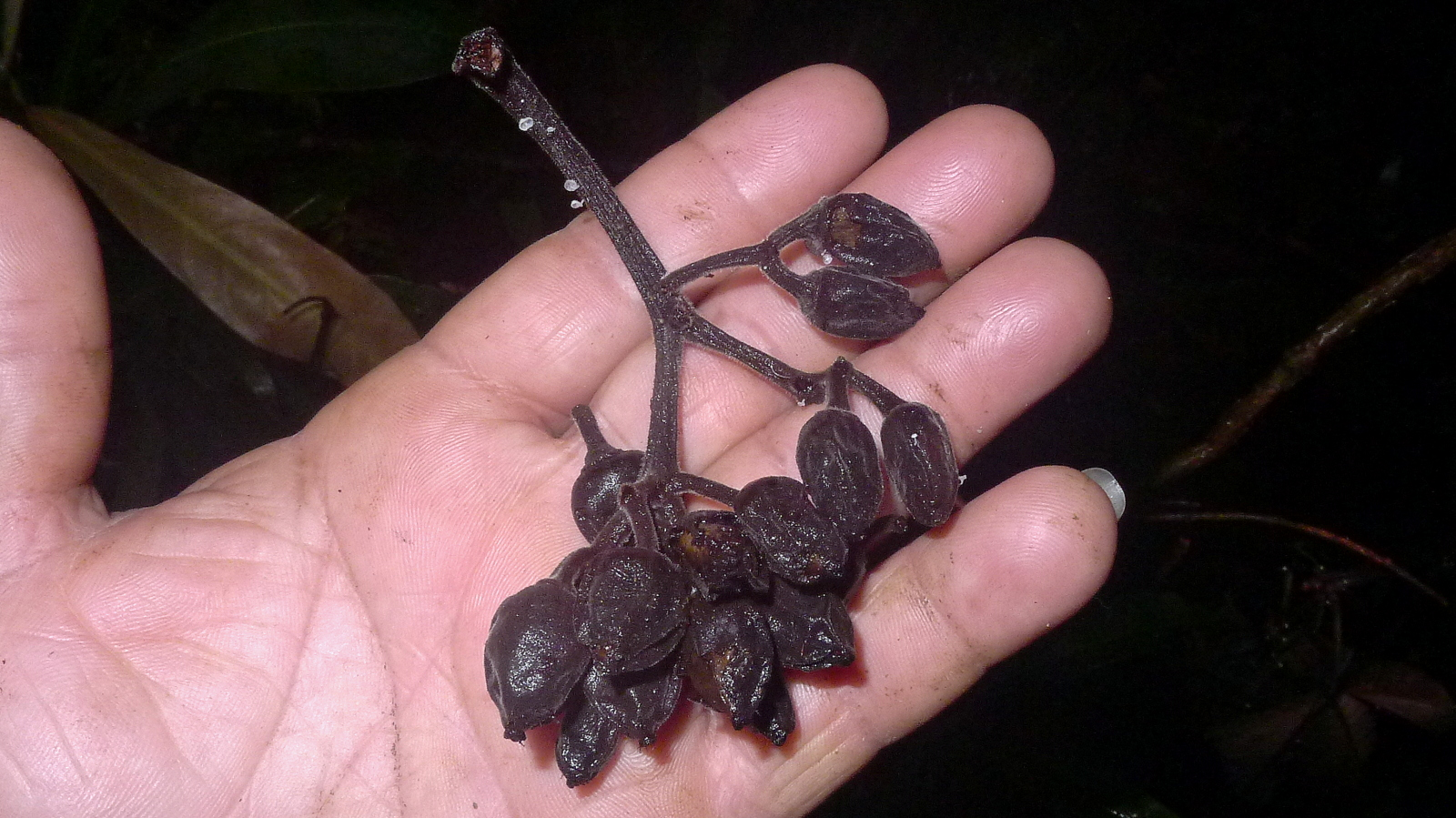
Infrutescence passée de Pourouma guianensis
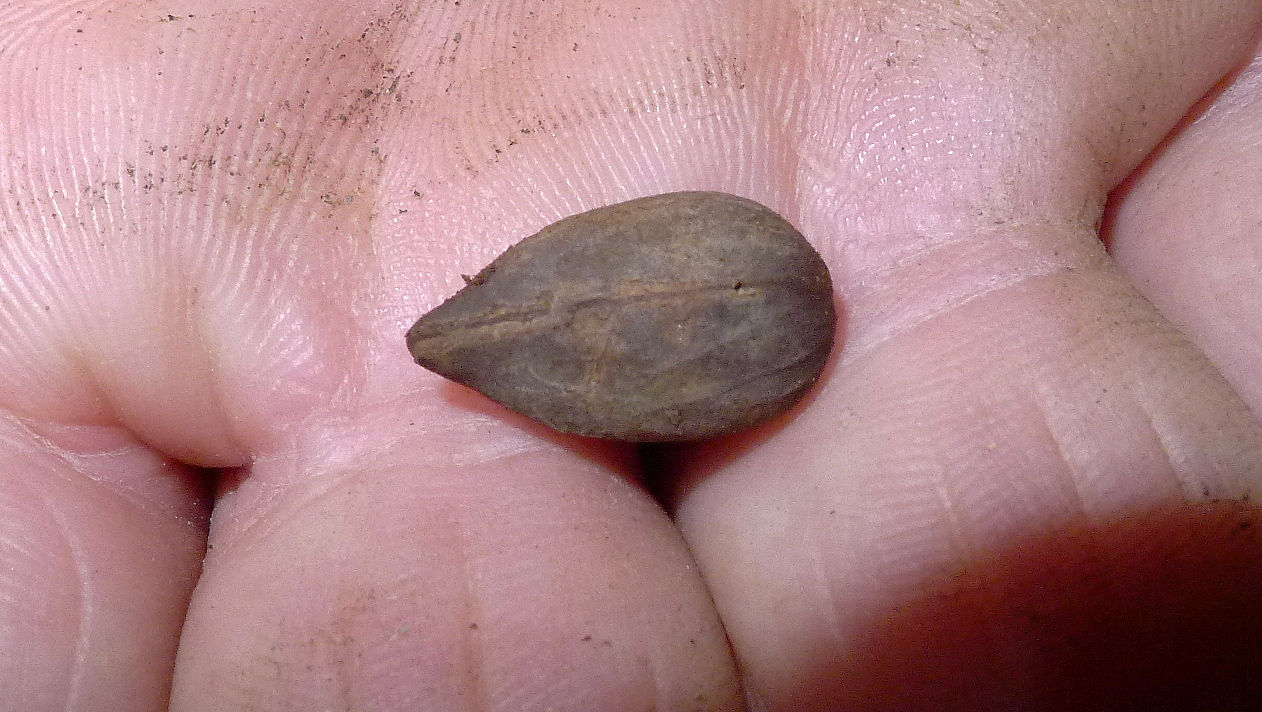
Graine de Pourouma guianensis
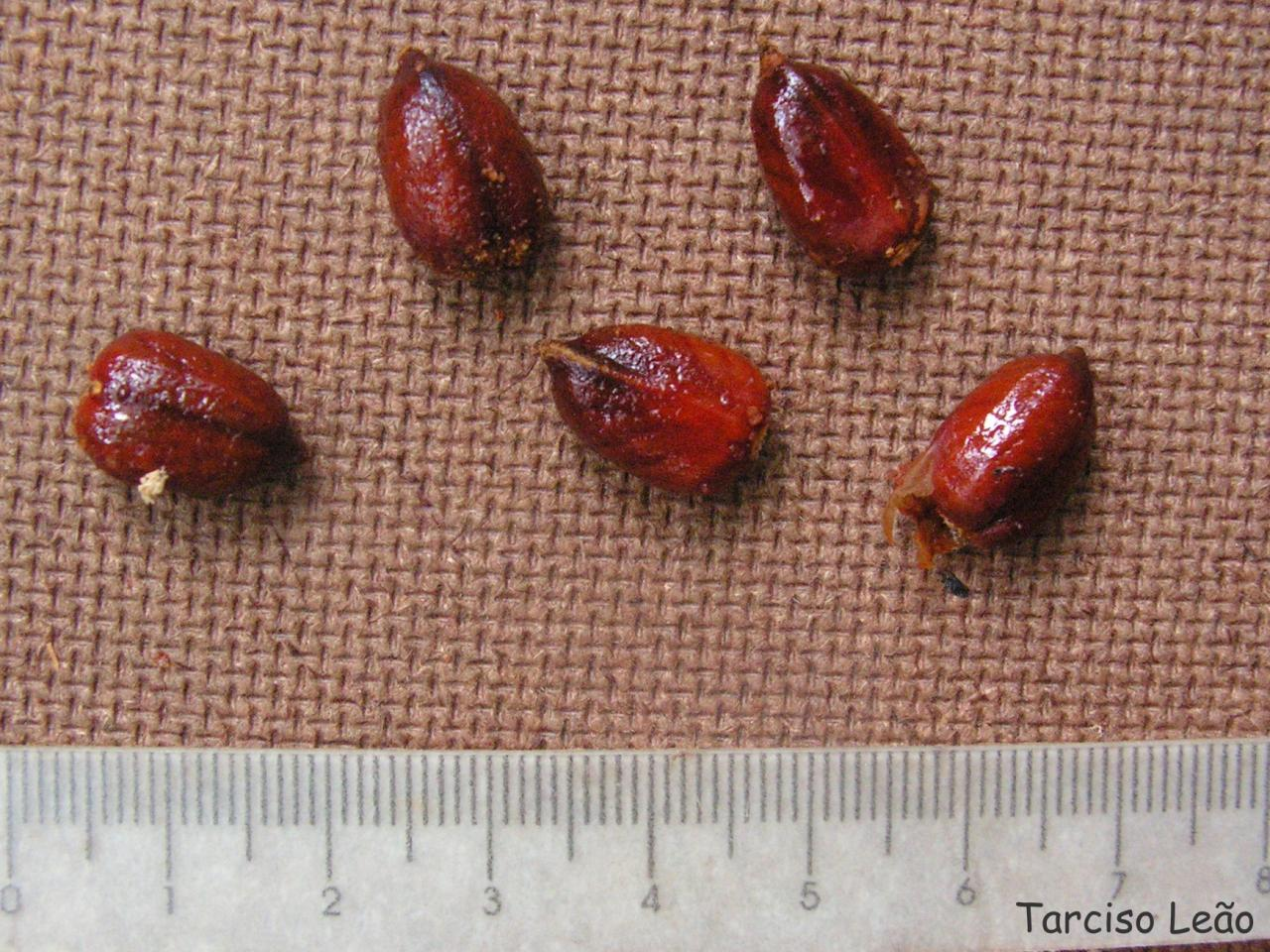
Graines de Pourouma guianensis